# Tropisetron
Tropisetron ist ein 5-HT3-Antagonist, der als Antiemetikum zugelassen war. Für seine Verwendung in der Schmerztherapie bestand keine Marktzulassung.

## Anwendungsgebiete
Tropisetron wird als Mittel gegen Erbrechen, Brechreiz und Übelkeit benutzt. Insbesondere gilt dies im Zusammenhang mit Chemo- und Strahlentherapie, wo es auch vorbeugend verwendet werden kann.
Es findet auch Anwendung zur Prophylaxe von postoperativer Übelkeit und Erbrechen. Hierbei wurde eine Überlegenheit von Ondansetron, einem weiteren 5-HT3-Antagonisten, gegenüber Tropisetron in Bezug auf die prophylaktische Wirkung bei Hochrisikopatienten belegt.
Mehrere klinische Studien belegen eine deutliche Schmerzreduktion bei einem Teil der Patienten mit einem Fibromyalgiesyndrom. Die Wirkung hält bei diesen Patienten relativ lange an, ohne dass die Einnahme dauerhaft erfolgen muss. Bei einem anderen Teil der Patienten ist hingegen gar keine Wirkung festzustellen. Mittlerweile wird Tropisetron häufig als Medikament zur Behandlung von Fibromyalgie empfohlen (Off-Label-Use).
Eine schmerzlindernde Wirkung wurde auch bei einigen rheumatischen Krankheiten und myofaszialen Syndromen festgestellt. Die Wirkung soll bei diesen Krankheitsbildern vergleichbar mit der von Lokalanästhetika wie Lidocain oder Prilocain sein. Hierbei wurde auch ein antiphlogistischer Effekt festgestellt. Wirkungsnachweise gegen Schmerzen gibt es für das myofasziale Syndrom, Arthrose und rheumatoider Arthritis.
Es kann oral und intravenös verabreicht werden.

## Wirkmechanismus
Tropisetron blockiert die Wirkung des Nervenbotenstoffes Serotonin an dessen Rezeptoren im Nervensystem. Die analgetische Wirkung entsteht wahrscheinlich durch die Stimulation der Nozizeptoren, die bei der Verhinderung der Aktivierung der 5-HT3-Rezeptoren entsteht.
Tropisetron wird über das Enzym Cytochrom P450 2D6 abgebaut.

## Nebenwirkungen
Zu den häufigsten Nebenwirkungen zählen Kopfschmerzen, Verstopfung und Durchfall. Seltener treten Bluthochdruck, Zittern, Nesselsucht und Atemnot auf. Zudem kann es zu einem Anstieg der Leberenzyme kommen.

## Wechselwirkungen
Gleichzeitig eingenommene Mittel wie Antiarrhythmika, Antibiotika und einige Medikamente aus der Gruppe der Antidepressiva können eine verlängerte Herzmuskelerregung verursachen.
Rifampicin und Phenobarbital vermindern die Wirkung von Tropisetron.

## Handelsnamen
Navoban (November 2020 nicht mehr auf dem deutschen Markt).